# Gradiške Laze
Gradiške Laze este o localitate din comuna Šmartno pri Litiji, Slovenia, cu o populație de 146 de locuitori.